# Marstallturm

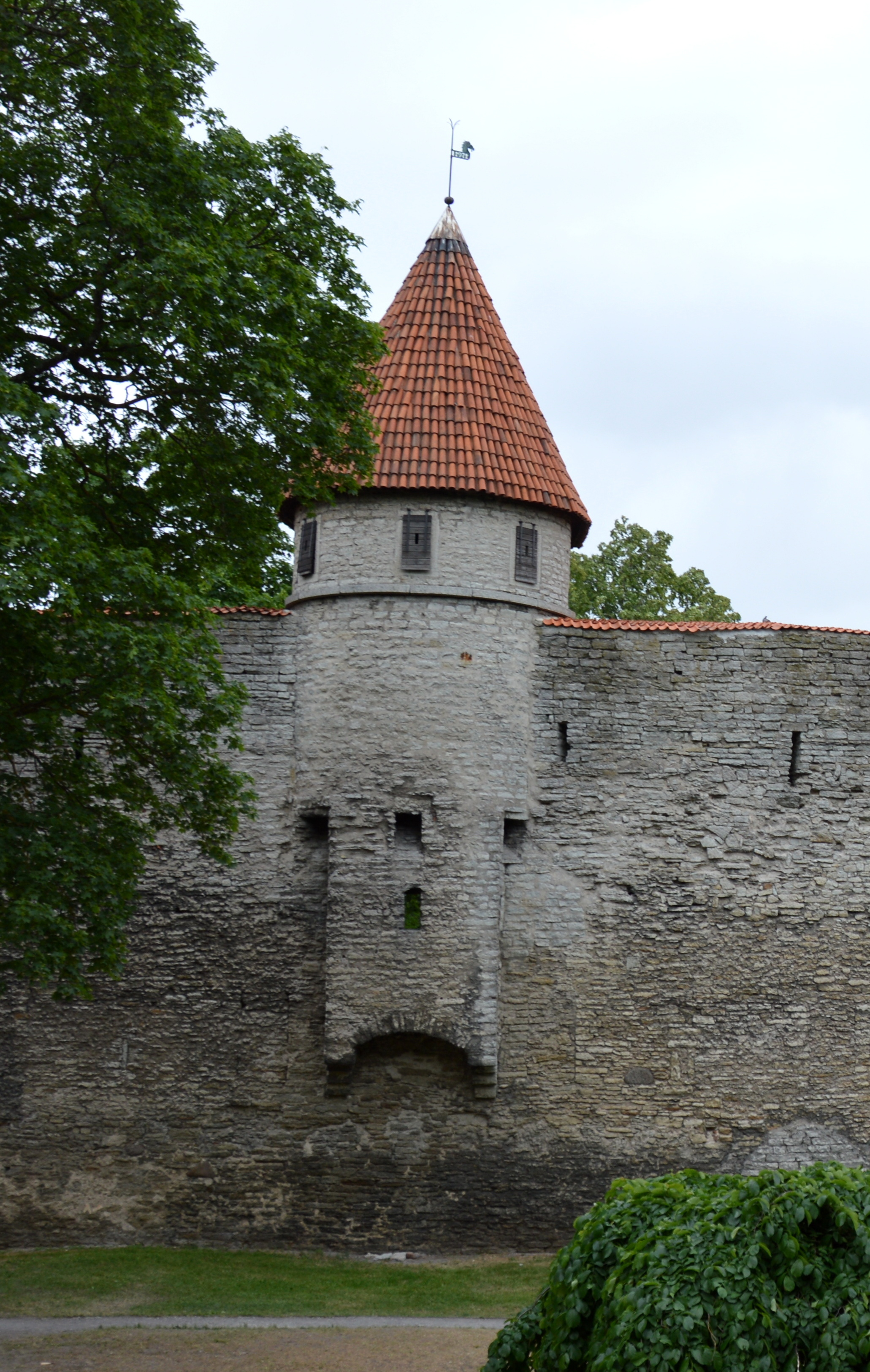
Marstallturm, 2018

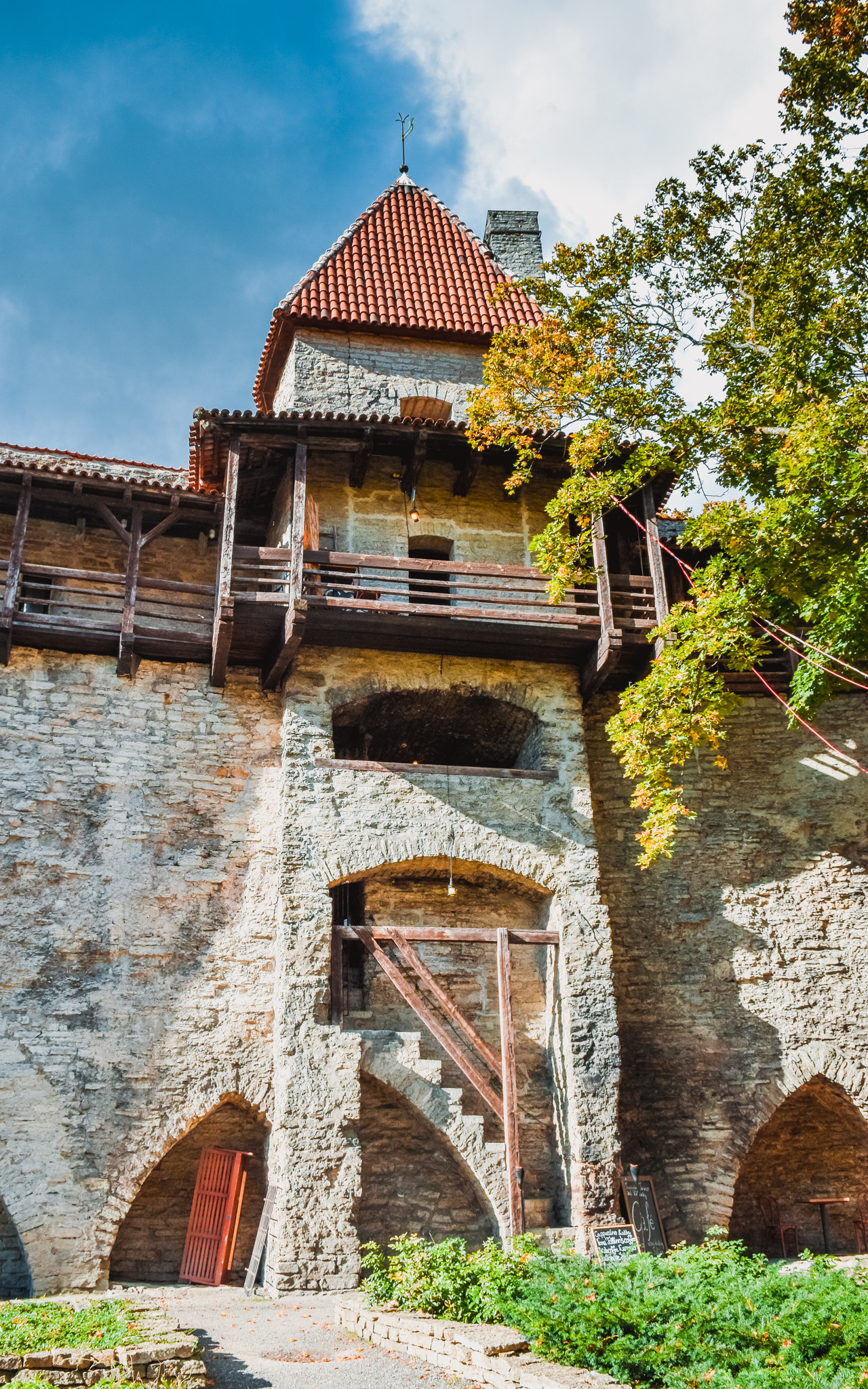
Stadtseite, 2015

Der Marstallturm (estnisch Tallitorn) ist ein Wehrturm der Revaler Stadtbefestigung in der estnischen Hauptstadt Tallinn (Reval).

## Lage
Er befindet sich an der südwestlichen Seite der Revaler Altstadt am Kurzen Domberg (estnisch Lühike jalg). Etwas weiter südlich liegt der Wehrturm Mägdeturm, nördlich das Tor am Kleinen Domberg. Direkt an den Turm grenzt die Mauer der historischen Stadtbefestigung an.

## Architektur und Geschichte
Der kleine auf viereckigen Grundriss errichtete Turm entstand im 15. Jahrhundert. Nach außen ist er rund ausgeführt. Er diente im 16. Jahrhundert als Arrestlokal. 1577 wurde der Marstallturm während des Livländischen Kriegs beschädigt. 
Anfang des 20. Jahrhunderts wird der Turm, insbesondere seine Spitze als verfallen beschrieben. Der Legende nach sollen im Turm Geister spuken.